# ビビアンの旅立ち
『ビビアンの旅立ち』（原題: Desert Hearts）は、1985年製作のアメリカ合衆国の映画。日本では、劇場未公開。

## キャスト
- ビビアン：ヘレン・シェイヴァー
- ケイ：パトリシア・シャーボノー
- オードラ・リンドレイ
- アンドラ・エイカーズ
- ディーン・バトラー
- ジェフリー・タンバー
- グウェン・ウェルズ
- アレックス・マッカーサー